# ザーレ川

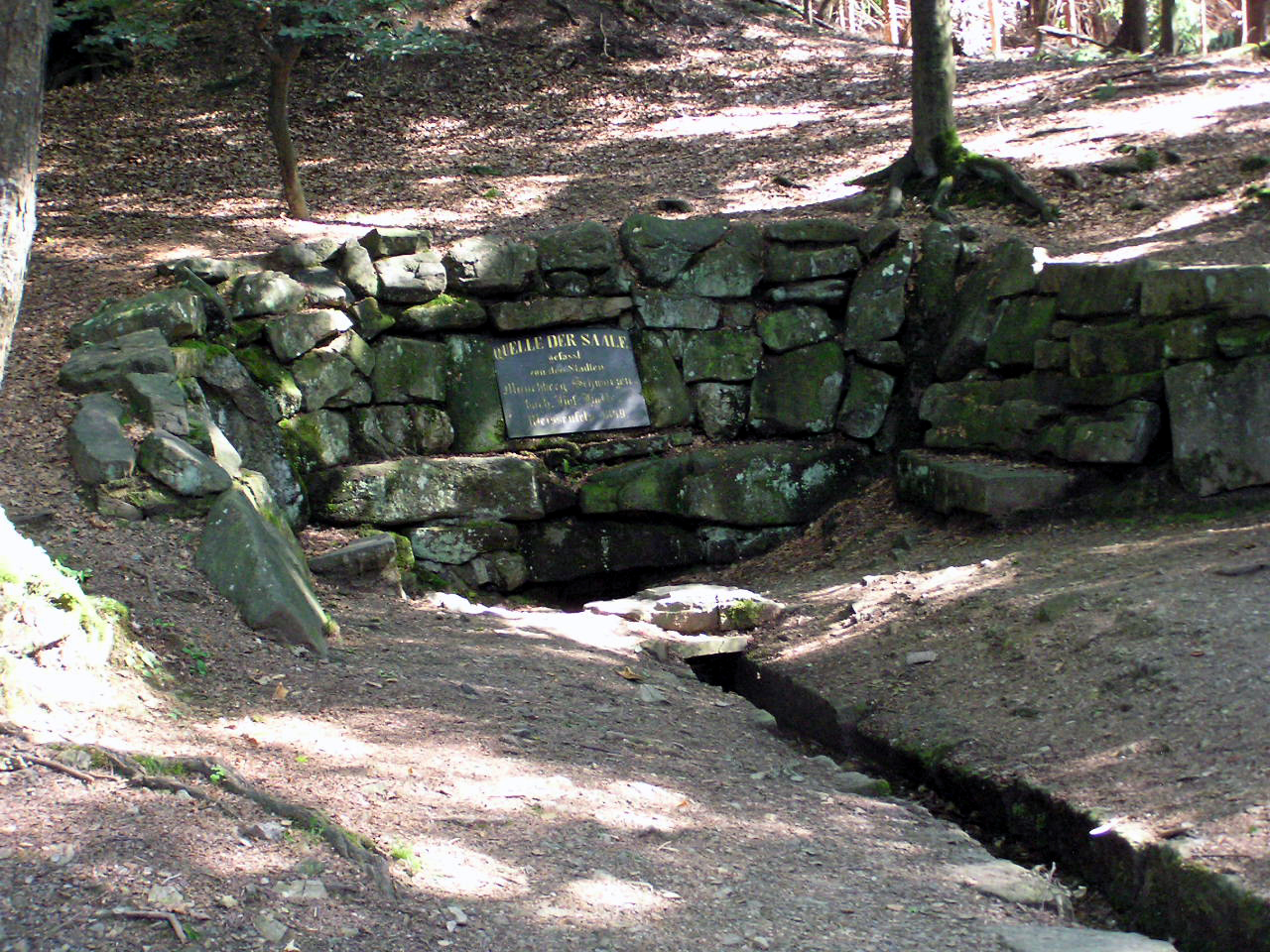
ザーレ川の水源

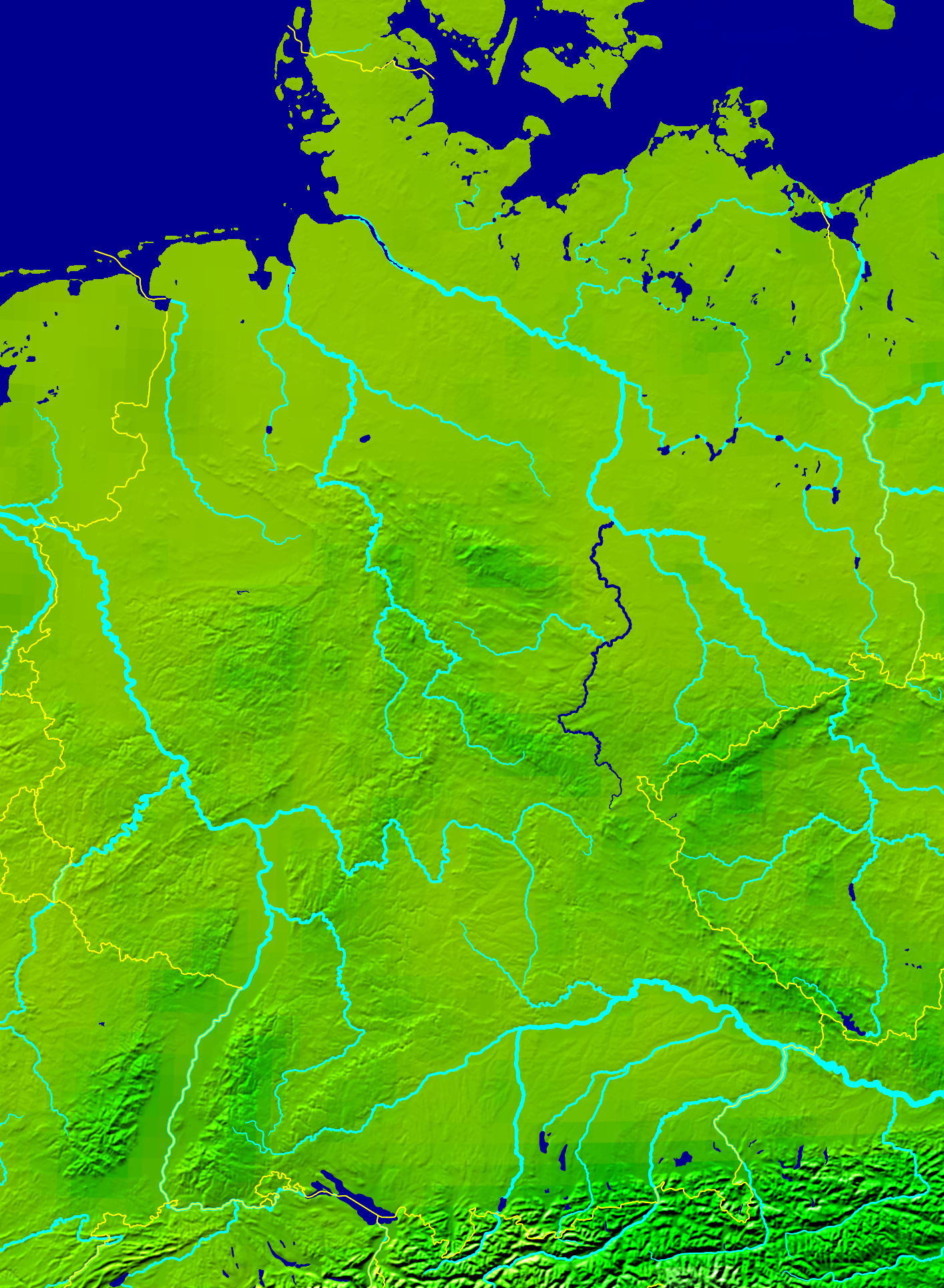
流路

ザーレ川（ザーレがわ、Saale）は、ザクセンのザーレ川（Sächsische Saale）、あるいはテューリンゲンのザーレ川（Thüringische Saale）とも呼ばれ、バイエルン州、テューリンゲン州、ザクセン＝アンハルト州を流れる全長413kmの河川で、モルダウ川に次いでエルベ川第2の支流である。平均流量115m3/sは、ハーフェル川と同値で、モルダウ川に次いで水量豊かな支流である。

## 水源
ザーレ川は、オーバーフランケン、ツェルの近くフィヒテル山地のヴァルトシュタイン北西斜面、標高707mにある古い鉱山の坑道付近に湧出する。切り出したままの花崗岩を積み重ねた壁に、「ザーレ川水源：ミュンヒベルク、シュヴァルツェンバッハ、ホーフ、ヴァイセンフェルス、ハレが1869年にこの碑を献ずる」と碑文を刻んだ閃長岩がはめ込まれている。これは、当時、この水源の碑建立のイニシアティヴを執っていたミュンヒベルク市が、名前を列記された都市に費用を負担させようとねらったものであった。この全地域が保護記念物となっている。この水源は、全長427kmの「ザーレ自転車道」の出発点でもある。

## 名称の由来
ザーレ川は、フランケン地方に湧出する。これが、妹とも言うべきマイン川支流のフレンキッシェ・ザーレ川との混同の原因となる。副え名の「ザクセンの」とか「テューリンゲンの」は、ザーレ川が流れ下る流域の大部分を、あるいは長い区間を占める地域の名前に由来している。

## 流路
ツェルとホーフの間の上流域の流れは穏やかである。その後、テューリンゲン・シーファー山地を横切り、ザールフェルト、ルードルシュタット、イェーナに接する。
中流域では、ザーレ川はたびたび堰き止められる。最も大きな人造湖は、5段の段滝をもつホーヘンヴァルテ人造湖あるいはブライロッホ人造湖である。
下流域では、平らな地形の中、ヴァイセンフェルス、バート・デューレンベルク、メルゼブルク、ハレといった町を流れる。ハレ市内の南側には、いくつもの島とクラウスベルゲ、クレルヴィッツ岩、あるいは同名の城跡が遺るギービッヒェンシュタインといった岩塊から成る堤をもつ、生態学上価値の高いザーレ草地がある。ハレの下流でザーレ川は、ブラハヴィッツァー・アルプの断崖場の岸辺や、ヴェッティン、ローテンブルクの斑岩の岩場やベルンブルクの町を流れ、バルビーでエルベ川に合流する。

## 湖沼
ザーレ川上流域には、以下の順で人造湖がある。
- ブライロッホタールダム
- ブルクハンマーダム
- ヴァルスブルクダム
- ホーヘンヴァルテタールダム
- アイヒヒトダム

これらから成るザーレ・カスケードはドイツで2番目に大きな水力発電連合体を形成する。

## 支流
- ラミッツ川 Lamitz

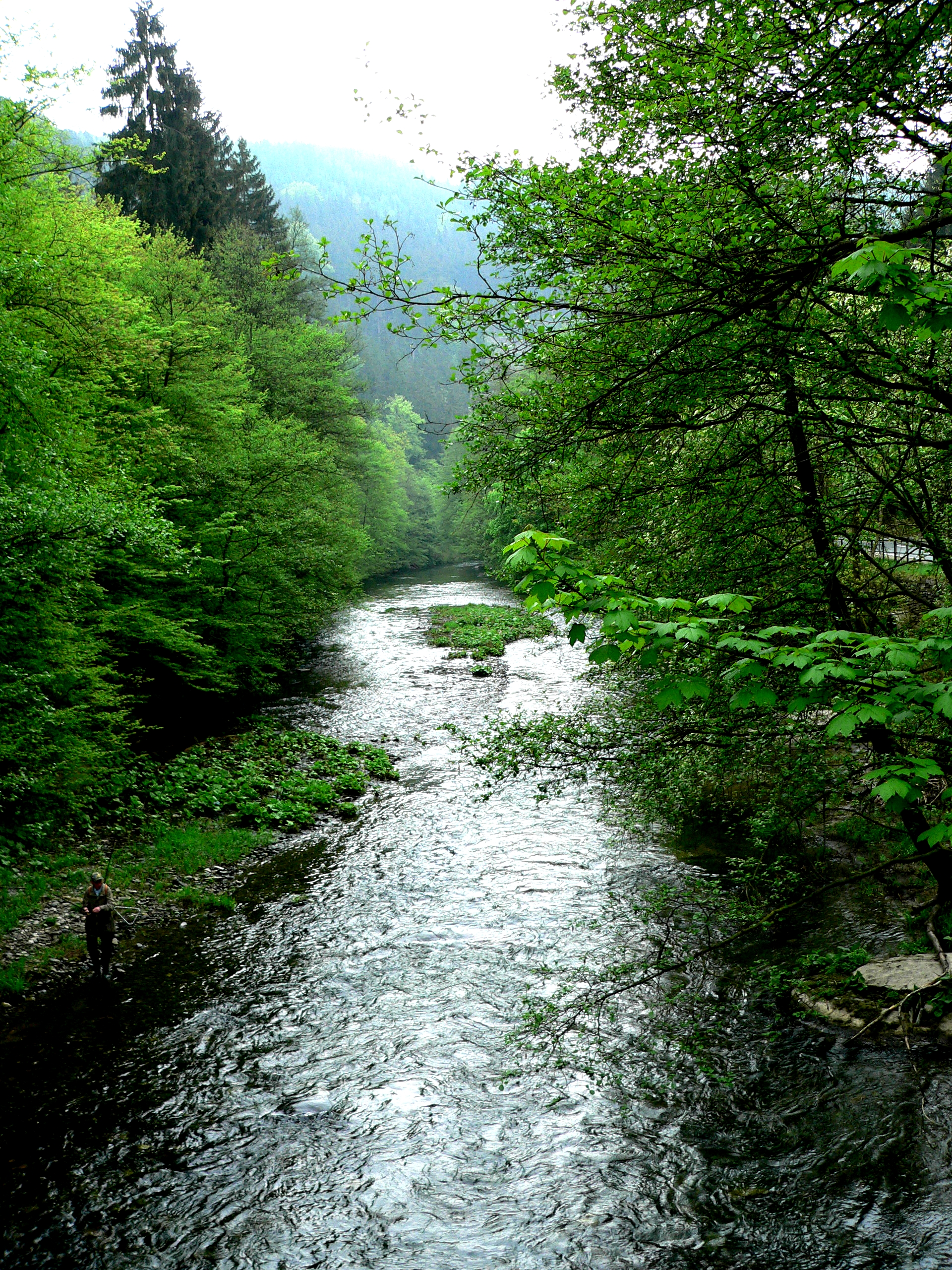
シュヴァルツァ川

- シュヴェースニッツ川 Schweßnitz
- ゼルビッツ川 Selbitz（左岸）
- ヴィゼンタ川 Wisenta（右岸）
- ロキッツ川 Loquitz（左岸）
- シュヴァルツァ川 Schwarza（左岸）
- オーラ川 Orla（右岸）
- ローダ川 Roda（右岸）
- イルム川 Ilm（左岸）
- ウンシュトルト川（左岸）
- 白エルスター川（右岸）
- ヴィッパー川 Wipper（左岸）
- ボーデ川 de:Bode（左岸）[1]

## 流域の都市
バイエルン州
- ツェル
- ヴァイスドルフ

- シュヴァルツェンバッハ・アン・デア・ザーレ
- オーバーコッツァウ

- ホーフ

テューリンゲン州
- ヒルシュベルク Hirschberg
- ポティガ Pottiga
- ブランケンシュタイン Blankenstein
- ハラ Harra
- ザールドルフ Saaldorf

- ザールブルク Saalburg
- ザールフェルト
- ルードルシュタット Rudolstadt
- ウールシュテット＝キルヒハーゼル Uhlstädt-Kirchhasel
- カーラ Kahla

- イェーナ
- ドルンブルク Dornburg
- カムブルク Camburg
- グロースヘリンゲン Großheringen

ザクセン＝アンハルト州
- ザーレック Saaleck
- バート・ケーゼン Bad Kösen
- シュロプフォルタ Schulpforta
- ナウムブルク
- ヴァイセンフェルス Weißenfels
- バート・デュレンベルク Bad Dürrenberg

- ロイナ Leuna
- シュコパウ Schkopau
- メルゼブルク Merseburg
- ハレ（ザーレ川沿いで最大の町）
- ヴェッティン Wettin
- ローテンブルク Rothenburg

- ケンネルン Könnern
- アルスレーベン Alsleben
- アーデルシュテット Aderstedt
- ベルンブルク Bernburg
- カルベ Calbe
- バルビー Barby

## 流域の観光

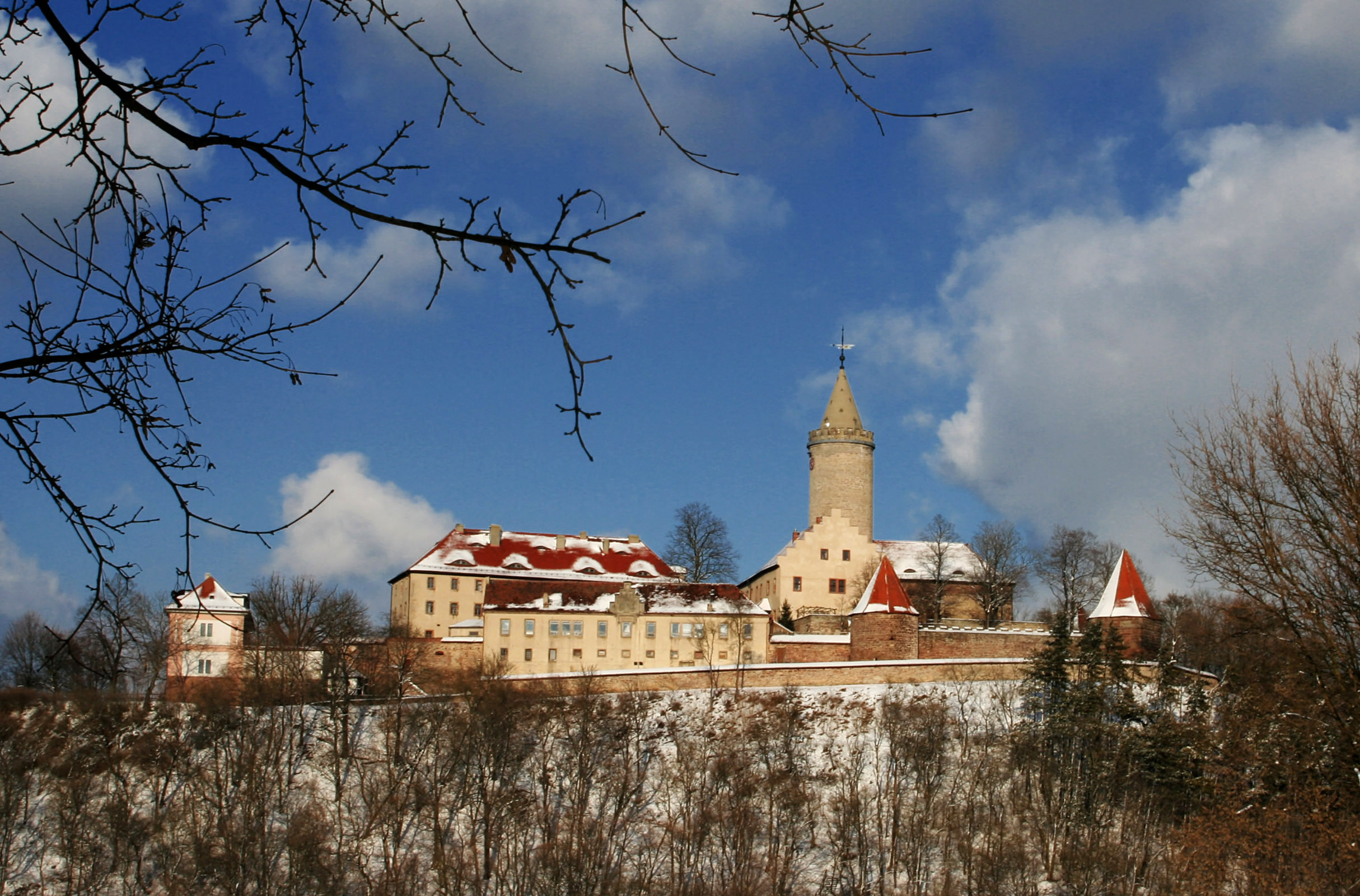
ロイヒテンブルク城

ザーレ川は、ブルック城、ハイデックスブルク城、ロイヒテンブルク城、ドルンブルガー小城、ザーレック城、ルーデルスブルク城やバート・ケーゼンといった古城のほとりを流れている。この川に沿って、長距離自転車道のザーレ自転車道が延びており、特に上流から中流にかけては、サイクリング愛好者らに人気がある。
ザーレ川とその支流のウンシュトルト川沿いには、ワインの一大生産地ザーレ＝ウンシュトルトが位置する。

## 物流
ウンシュトルト川の河口からの区画は小型（個人用）船舶は航行が可能であるが、ハレ＝トロタからは全面的に航行可能である。1933年から1942年のエルベ／ザーレの航行路改修では、航路が直線的にされたことで、全長が427kmから413kmに短くなった。当時開始された、ライプツィヒまでの航行を可能にするエルスター＝ザーレ運河は、現在に至るまで一度として完成していない。下流部をEU基準に適合した運河にしようという計画（ザーレ運河）は環境保護団体や経済効果を考える人々から攻撃の的となっている。それは投資を回収できる施設ではなく、エルベ川との連携なく拡充したとしても交通路としての意義は薄いとの批判である。
「王の道」（Via Regia）は、その一部がザーレ川流域を通っている。
ザールフェルトとナウムブルクの間のザーレ川の渓谷は、交通の要衝として重要な役割を演じている。ここには、連邦道路B88、ザーレ鉄道が並行して走っている。
メルゼブルク近郊では、NBS エアフルト＝ライプツィヒ／ハレ線の橋の建設された。このニュルンベルク・べルリン間をつなぐ鉄道が通るザーレ＝エルスター＝高架橋は2012年に完成し、全長8.6kmの長さを持つ、ドイツで最も長い橋になった。